# Simon Jirebeck
Simon Jirebeck  (* 1992) ist ein schwedischer Unihockeyspieler, der beim Nationalliga-A-Verein Floorball Köniz unter Vertrag steht.

## Karriere

### Verein

#### Haninge FBC
2011 debütierte Jirebeck für die Division-1-Mannschaft des Haninge FBC.

#### Tyresö Trollbäcken IBK
2012 wechselte er in die Svenskan Superligan zu Tyresö Trollbäcken IBK.

#### AIK IBF
Nach einem Jahre bei Tyresö wechselte er zu AIK IBF. Nach zwei Jahren verliess er den Verein in Richtung Örebro.

#### IBF Örebro
2015 sicherte sich der Allsvenskan Verein IBF Örebro Jirebeck. Nach zwei Jahren in der zweithöchsten Spielklasse stieg er mit Örebro in die höchste Spielklasse auf.

#### Floorball Köniz
2020 wechselte Jirebeck zum Schweizer Nationalliga-A-Vertreter Floorball Köniz.
Nachdem die Saison in der Nationalliga A aufgrund der Corona-Pandemie unterbrochen worden war, wechselte er kurzzeitig zurück zu IBF Örebro.